# 눈짓에서 몸짓까지
눈짓에서 몸짓까지는 1986년 공개된 대한민국의 영화이다.

## 배역
- 최명길 : 양진희 역
- 이영하 : 이정우 역
- 윤일봉 : 장성호 역
- 김현주 : 혜미 역
- 박병호 : 윤 박사 역
- 박예숙 : 송 여인 역
- 조용수 : 사내 역
- 오도규 : 진희 오빠 역